# Хитрів (селище)
Хитрів (рос. Хитров) — селище у Брасовському районі Брянської області Росії. Входить до складу муніципального утворення Веребське сільське поселення.
Населення — 3 особи.
Розташоване за 5 км на схід від села Веребськ, за 4 км на північний захід від села Суслова.

## Історія
Виникло у 1920-ті роки. До 1954 року входило до складу Сусловської сільради.

## Населення
За найновішими даними, населення — 3 особи (2013).
У минулому чисельність мешканців була такою:
| Роки      | 1979 | 1989 | 2002 | 2010 |
| --------- | ---- | ---- | ---- | ---- |
| Населення | 40   | 13   | 7    | 3    |